# نواف الراهي
نواف الراهي، ممثل كويتي. وشارك في العديد من الأعمال مثل عديل الروح ولعبة الأيام وبدأ التمثيل في عام 2005.

## أعماله

### في المسرح
- قرية الحب 2011

- نيولوك 2006

### في التلفزيون
- غشمرناكم 2014

- بقايا الأمس 2009

- صوتك وصل 2009

- دار الهوا 2008

- تيك تو 2007

- لعبة الأيام 2007

- راح اللي راح 2006

- الامبراطورة 2006

- الاختيار الصعب 2006

- عديل الروح 2005

- صادوه 2005 3